# Band (gmina)
Band – gmina w Rumunii, w okręgu Marusza. Obejmuje miejscowości Band, Drăculea Bandului, Fânațe, Iștan-Tău, Mărășești, Negrenii de Câmpie, Oroiu, Petea, Țiptelnic, Valea Mare i Valea Rece. W 2011 roku liczyła 6446 mieszkańców.